# Hans Hartung
Hans Hartung (Lipsia, 21 settembre 1904 – Antibes, 7 dicembre 1989) è stato un pittore tedesco naturalizzato francese.

## Biografia

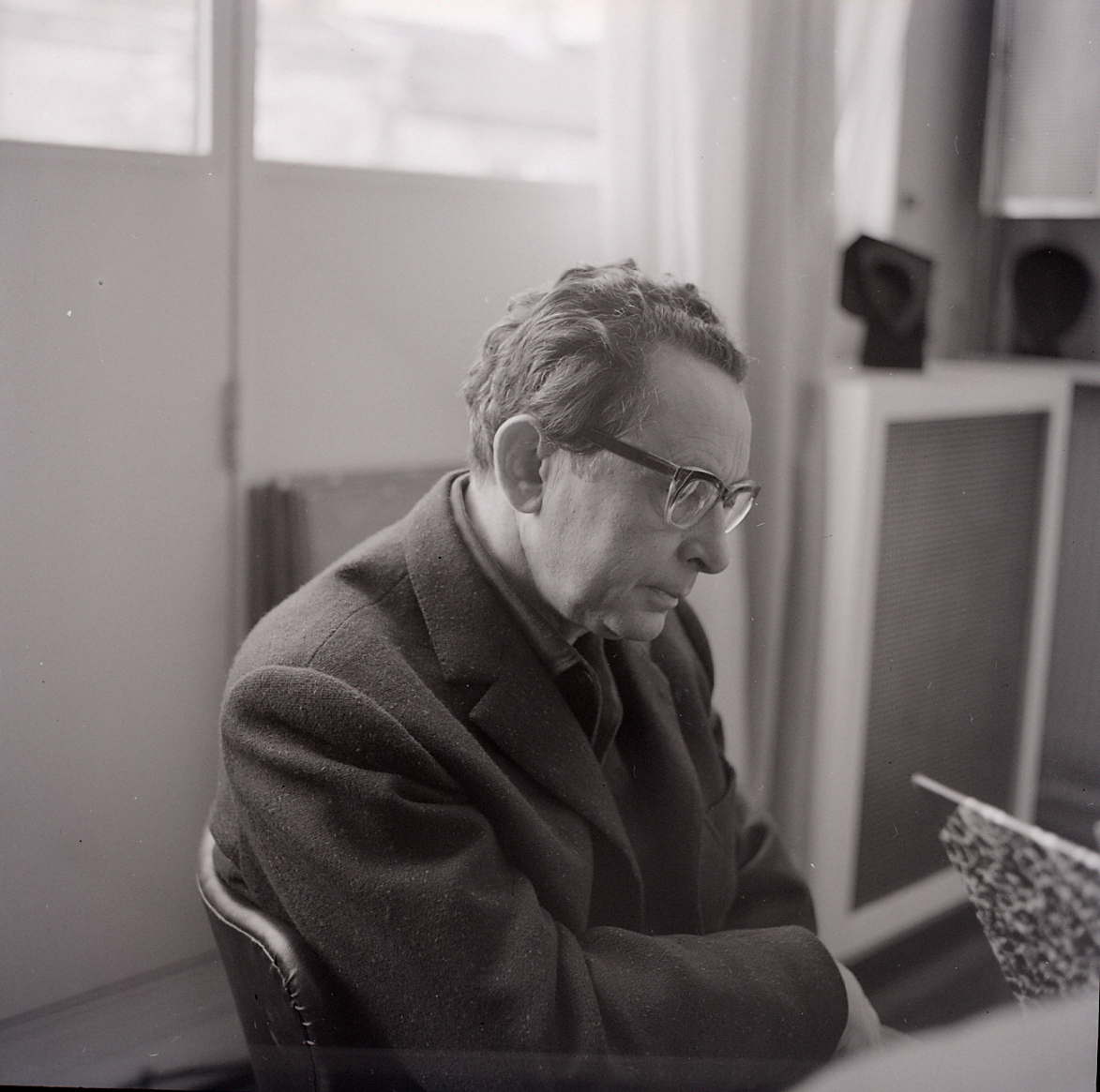
Hans Hartung, 1955. Foto di Paolo Monti (Fondo Paolo Monti, BEIC)

Hartung non fu allievo di Vasilij Vasil'evič Kandinskij, come spesso si pensa bensì esisteva un forte legame di reciproca stima. Nel 1935, per evitare le persecuzioni naziste nei confronti della cosiddetta arte degenerata, lasciò la Germania e si trasferì a Parigi, dove visse in grandi ristrettezze. Scoppiata la guerra, il 26 dicembre 1939 si arruolò nella Legione straniera, ma dopo qualche mese fu smobilitato a Sidi Bel Abbes; raggiunta la Francia lavorò come operaio agricolo. Nel 1942 si rifugiò in Spagna, dove fu arrestato e incarcerato per sette mesi. Dopo la liberazione, raggiunse l'Africa del Nord e l'8 dicembre 1942 si arruolò nuovamente nella Legione. Assegnato al Reggimento di marcia combatté in Tunisia e sbarcò in Francia il 1º ottobre 1944. A novembre fu ferito gravemente nei combattimenti di Belfort nel tentativo di trascinare un commilitone ferito entro le proprie linee. Evacuato, fu amputato della gamba destra. Fu riformato dalla Legione il 19 maggio 1945. Naturalizzato francese nel 1946, fu decorato della Croce di guerra del 1939-1945, della Medaglia militare e della Legione d'Onore.
Nel 1945 riprese l'attività pittorica interrotta a causa del conflitto.
Se nelle prime opere evidenziò aderenza con l'arte non figurativa, caratterizzata da elementi espressivi astratti, nel secondo dopoguerra sviluppò una ricerca informale sulla pittura basata sul valore del 'segno', sulla miscela di spontaneità e di controllo, di spunti grafici e pittorici.
Nel 1960 ha ricevuto il Gran Premio della Biennale di Venezia.

## Film e documentari
- cortometraggio - Visite à Hans Hartung di Alain Resnais (1947)
- documentario - Hans Hartung di Christian Ferlet (1971)

## Hans Hartung nei musei italiani
- Fondazione Biscozzi Rimbaud, Lecce
- Galleria d'Arte Moderna e Contemporanea, Bergamo
- Collezione Roberto Casamonti, Firenze